# Ludwig Erhard
Ludwig Wilhelm Erhard, född 4 februari 1897 i Fürth, Bayern, död 5 maj 1977 i Bonn, var en tysk politiker och ledamot av den västtyska förbundsdagen från 1949, västtysk näringsminister 1949—1963 och Västtysklands förbundskansler 1963—1966.
Erhard var näringsminister under Adenauers regeringstid och mannen bakom det ekonomiska undret (Wirtschaftswunder) i efterkrigstidens Västtyskland. Erhard har haft en stor betydelse för den tyska näringspolitikens utformning. När Adenauer avgick år 1963 blev Erhard ny kansler, men avgick år 1966 efter inre partistridigheter kring hans position. Han efterträdde samma år den nittioårige Adenauer som ordförande för Tysklands kristdemokratiska union, i vilket han aldrig blev medlem, och behöll denna post till följande år. Erhard kvarstod i förbundsdagen till sin död år 1977.